# 丽莎·维达
丽莎·维达（荷蘭語：Lisa Weeda，1989年1月25日—）是一位荷兰作家、文学节目制作人和编剧。
维达在德国度过了三岁到六岁的时光，就读于Johan de Witt学校，并在乌得勒支大学攻读戏剧、电影和电视研究。她于2015年从阿纳姆的ArtEZ创意写作专业毕业。2016年，她出版了De benen van Petrovski，这本书反映了她在乌克兰的旅行经历，因为她的祖母来自乌克兰，她的大部分家人仍然居住在那里。乌克兰经常是她工作的重心。
维达被《人民报》评为2022年度文学天才。Aleksandra是她的处女作。该书获得2022年利伯瑞斯文学奖（Libris Literatuurprijs）提名，并荣获青铜猫头鹰文学奖（De Bronze Uil）。

## 作品
- 2016 De benen van Petrovski
- 2021 Aleksandra
- 2024 Dans dans revolutie

## 荷兰Bestseller 60榜单
| 荷兰Bestseller 60的书籍 | 出版年 | 出版日期      | 最高排名 | 持续周数 | 评论         |
| ----------------------- | ------ | ------------- | -------- | -------- | ------------ |
| Aleksandra              | 2022年 | 2022年2月3日  | 1（1周） | 15       | 青铜猫头鹰奖 |
| Dans dans revolutie     | 2024年 | 2024年2月14日 | 41       | 1        |              |